# Eduardo Larbanois
Rubén Eduardo Larbanois Santamarina (1 de agosto de 1953, Tacuarembó) es un guitarrista, compositor y cantante uruguayo de música popular, reconocido principalmente por integrar el dúo Larbanois & Carrero.

## Biografía
Fue alumno de Abel Carlevaro y Esteban Klisich, entre otros.
El 19 de noviembre de 2022 fue declarado Ciudadano Ilustre por la Intendencia Departamental de Montevideo.

### Los Eduardos

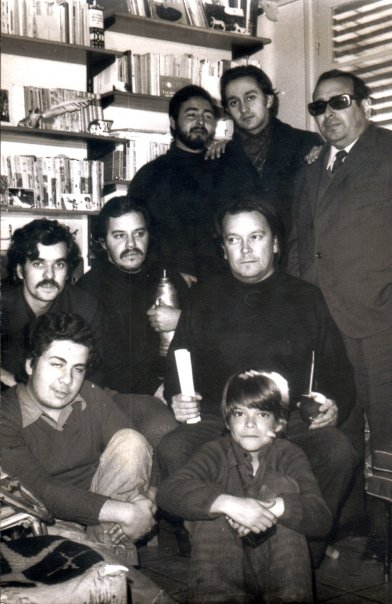
Washington Benavides, Carlos Benavides, Eduardo Darnauchans, Eduardo Larbanois, Eduardo Lagos, José Carlos Seoane, J. A. Salgueiro y Pablo Benavídez, varios de los cuales integraron el movimiento cultural uruguayo llamado «Grupo de Tacuarembó».

A principios de la década de 1970, crea junto al también oriundo de Tacuarembó Eduardo Lago el dúo Los Eduardos. En ese tiempo comenzaron a tocar en varias localidades de ese departamento y otras ciudades del interior uruguayo. Desde su disciplina integraron un movimiento cultural que se denominó «Grupo de Tacuarembó», al cual pertenecían también Washington Benavides, Eduardo Darnauchans, Héctor Numa Moraes y Carlos Benavides, entre otros.
Hasta su disolución del dúo en 1977, los artistas grabaron 3 LP y lograron cierto reconocimiento a nivel regional, recorriendo Uruguay y parte de Argentina.

### Larbanois & Carrero
Luego de la separación de Los Eduardos, Larbanois se reúne con Mario Carrero, a quien había conocido años antes, y deciden crear el dúo Larbanois & Carrero.
Este dúo se constituyó en un referente importante de la música popular uruguaya, con una trayectoria que supera los 45 años de actuaciones y la edición de más de 30 long plays. Asimismo ha brindado recitales en lugares como Australia, Nueva Zelanda, Estados Unidos, Canadá, Cuba, Paraguay, Brasil, Argentina, entre otros, y ha compartido escenario con una amplia gama de artistas uruguayos y extranjeros, entre los que se cuentan: Santiago Feliú, León Gieco, Paco Ibáñez, César Isella, Joan Manuel Serrat, Daniel Viglietti, Alfredo Zitarrosa, Los hermanos Carlos y Enrique Mejía Godoy y Pablo Milanés.

## Discografía

### Los Eduardos
- Ver: Discografía de Los Eduardos

### Larbanois & Carrero
- Ver: Discografía de Larbanois & Carrero

### Solista
- Trovas por Leandro Gómez (álbum colectivo junto a Carlos María Fossati, Carlos Benavides y Julio Mora. 1978)
- Cuerdas desatadas (2003)
- Mandala (2014)